# ECW世界タッグチーム王座
ECW世界タッグチーム王座（ECW World Tag Team Championship）は、アメリカ合衆国にかつて存在したプロレス団体ECWが管理していた王座である。団体消滅と共に王座も封印となった。

## 歴代王者
| A.J.ペトルッチ&ダグ・スタール/スーパー・デストロイヤーズ                 | 1 | 1992年6月23日  |
| トニー・ステットソン&ラリー・ウィンターズ                                | 1 | 1993年4月2日   |
| クリス・キャンディード、ジョニー・ホット・ボディ&クリス・マイケルズ      | 1 | 1993年4月3日   |
| A.J.ペトルッチ&ダグ・スタール/スーパー・デストロイヤーズ                 | 2 | 1993年5月15日  |
| クリス・キャンディード、ジョニー・ホット・ボディ&クリス・マイケルズ      | 2 | 1993年5月15日  |
| ※空位となる                                                              |   |                |
| ダーク・パトリオット&エディ・ギルバート                                  | 1 | 1993年8月8日   |
| ※王者組がECWを去ったため空位となる                                       |   |                |
| ジョニー・ホット・ボディ(3)&トニー・ステットソン(2)                      | 1 | 1993年10月1日  |
| トミー・ドリーマー&ジョニー・ガン                                        | 1 | 1993年11月13日 |
| ケビン・サリバン&タズマニアック                                          | 1 | 1993年12月4日  |
| ジョニー・グランジ&ロッコ・ロック/パブリック・エネミー                   | 1 | 1994年3月6日   |
| カクタス・ジャック&マイキー・ウィップレック                              | 1 | 1994年8月27日  |
| ジョニー・グランジ&ロッコ・ロック/パブリック・エネミー                   | 2 | 1994年11月5日  |
| サブゥー&タズマニアック(2)                                               | 1 | 1995年2月4日   |
| クリス・ベノワ&ディーン・マレンコ                                        | 1 | 1995年2月25日  |
| ジョニー・グランジ&ロッコ・ロック/パブリック・エネミー                   | 3 | 1995年4月8日   |
| レイヴェン&スティービー・リチャーズ                                      | 1 | 1995年6月30日  |
| ピットブルズ                                                             | 1 | 1995年9月16日  |
| レイヴェン&スティービー・リチャーズ                                      | 2 | 1995年10月7日  |
| ジョニー・グランジ&ロッコ・ロック/パブリック・エネミー                   | 4 | 1995年10月7日  |
| 2コールド・スコーピオ&サンドマン                                         | 1 | 1995年10月28日 |
| カクタス・ジャック&マイキー・ウィップレック                              | 2 | 1995年12月29日 |
| クローナス&サターン/ジ・エリミネーターズ                                 | 1 | 1996年2月3日   |
| ムスタファ・サイード&ニュー・ジャック/ザ・ギャングスターズ               | 1 | 1996年8月3日   |
| クローナス&サターン/ジ・エリミネーターズ                                 | 2 | 1996年12月20日 |
| ババ・レイ&ディーボン/ダッドリー・ボーイズ                               | 1 | 1997年3月15日  |
| クローナス&サターン/ジ・エリミネーターズ                                 | 3 | 1997年4月13日  |
| ババ・レイ&ディーボン/ダッドリー・ボーイズ                               | 2 | 1997年6月20日  |
| ムスタファ・サイード&ニュー・ジャック/ザ・ギャングスターズ               | 2 | 1997年7月19日  |
| ババ・レイ&ディーボン/ダッドリー・ボーイズ                               | 3 | 1997年8月17日  |
| クローナス(4)&ニュー・ジャック(3)/ザ・ギャンススタネイターズ             | 1 | 1997年9月20日  |
| リトル・グイドー&トレイシー・スマザーズ/フル・ブラッデッド・イタリアンズ | 1 | 1997年10月18日 |
| ダグ・ファーナス&フィル・ラフォン                                        | 1 | 1997年12月5日  |
| クリス・キャンディード(3)&ランス・ストーム                               | 1 | 1997年12月6日  |
| サブゥー(2)&ロブ・ヴァン・ダム                                           | 1 | 1998年6月27日  |
| ババ・レイ&ディーボン/ダッドリー・ボーイズ                               | 4 | 1998年10月24日 |
| ボールズ・マホーニー&田中将斗                                            | 1 | 1998年11月1日  |
| ババ・レイ&ディーボン/ダッドリー・ボーイズ                               | 5 | 1998年11月6日  |
| サブゥー(3)&ロブ・ヴァン・ダム                                           | 2 | 1998年12月13日 |
| ババ・レイ&ディーボン/ダッドリー・ボーイズ                               | 6 | 1999年4月17日  |
| スパイク・ダッドリー&ボールズ・マホーニー(2)                             | 1 | 1999年7月18日  |
| ババ・レイ&ディーボン/ダッドリー・ボーイズ                               | 7 | 1999年8月13日  |
| スパイク・ダッドリー&ボールズ・マホーニー(3)                             | 2 | 1999年8月14日  |
| ババ・レイ&ディーボン/ダッドリー・ボーイズ                               | 8 | 1999年8月26日  |
| トミー・ドリーマー(2)&レイヴェン(3)                                      | 1 | 1999年8月26日  |
| ジャスティン・クレディブル&ランス・ストーム(2)/インパクト・プレイヤーズ  | 1 | 2000年1月9日   |
| トミー・ドリーマー(3)&田中将斗(2)                                        | 1 | 2000年2月26日  |
| マイク・オーサム&レイヴェン(4)                                           | 1 | 2000年3月4日   |
| ジャスティン・クレディブル&ランス・ストーム(3)/インパクト・プレイヤーズ  | 2 | 2000年3月12日  |
| ※4月22日から8月21日まで空位                                              |   |                |
| 田尻義博&マイキー・ウィップレック(3)                                     | 1 | 2000年8月25日  |
| リトル・グイドー(2)&トニー・ママルーク/フル・ブラッデッド・イタリアンズ  | 1 | 2000年8月26日  |
| ダニー・ドーリング&ロードキル                                            | 1 | 2000年12月3日  |
| ※ECWの消滅と共に王座封印                                                 |   |                |